# Ahmet Melih Ulueren
Ahmet Melih Ulueren (* 14. November 1955 in Izmir) ist ein türkischer Diplomat.

## Leben
Ulueren studierte 1979 Internationale Beziehungen an der Universität Ankara. In den auswärtigen Dienst trat er von 1980 bis 1982 als wissenschaftlicher Mitarbeiter in der Abteilung internationale Organisationen ein. Er war Vizekonsul in Karatschi und Nürnberg, 
Gesandtschaftssekretär erster Klasse war er in Addis Abeba und Tokio und zweiter Klasse beim Heiligen Stuhl und in Bagdad. Außerdem saß er im Gesandtschaftsrat erster Klasse in Bangkok und Prag. Von 1982 bis 1983 war er Leiter der Abteilung Multilaterale Wirtschaftsinstitute. Gesandtschaftssekretär zweiter Klasse war er von 1987 bis 1988 in der Abteilung Konsularisches, erster Klasse in der Abteilung, von September 1994 bis September 1996, Umweltschutz. Die Abteilung Umweltagentur leitete er von Juli 1999 bis September 2001. Er vertrat bei Klimakonferenzen häufig die türkische Regierung. Zudem war er Vertreter auf Klimakonferenzen der Vereinten Nationen und des OECD. Leiter der Abteilung Einwanderer war er von 2005 bis 2008, von 2008 bis Februar 2010 leitete er die Abteilung Migration. Von 1. März 2010 bis 2. September 2010 war er Botschafter in Kampala.
Anschließend wurde er in Ankara beschäftigt.
| Vorgänger | Amt                                                                   | Nachfolger          |
| --------- | --------------------------------------------------------------------- | ------------------- |
| —         | türkischer Botschafter in Kampala 1. März 2010 bis 22. September 2013 | Ayşe Sedef Yavuzalp |